# International Journal of Radiation Biology
International Journal of Radiation Biology (ook IJRB) is een internationaal, aan collegiale toetsing onderworpen wetenschappelijk tijdschrift over de effecten van straling op biologische systemen. Het raakt aan vakgebieden als de biologie, radiologie, nucleaire geneeskunde en beeldvormend medisch onderzoek.
De naam wordt in literatuurverwijzingen meestal afgekort tot Int. J. Radiat. Biol.
Het wordt uitgegeven door Informa Healthcare en verschijnt maandelijks.
Het eerste nummer verscheen in 1959.